# Frites au fromage

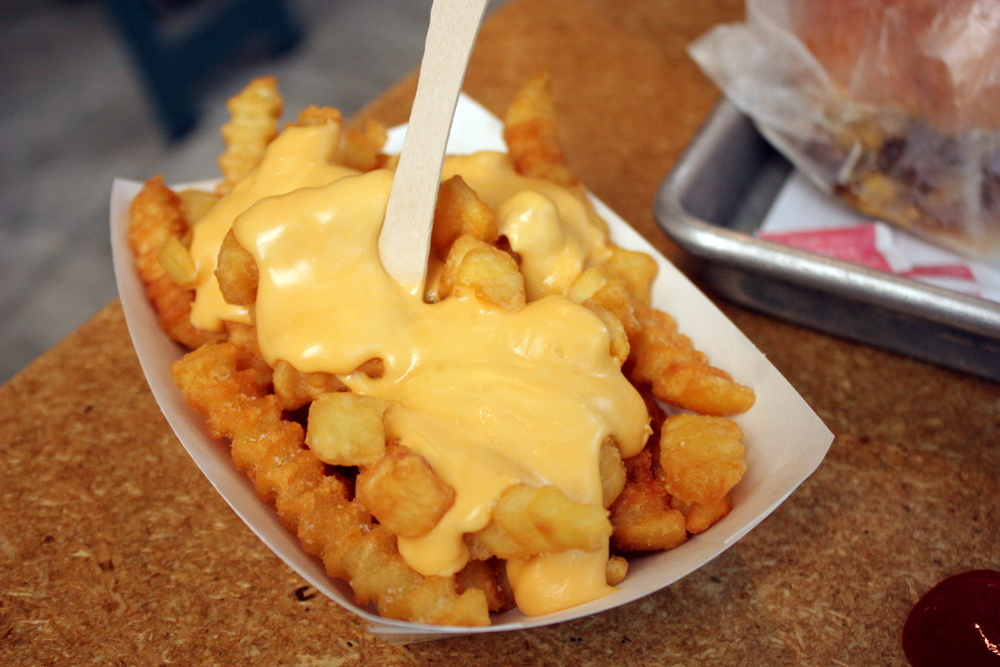
Frites au fromage de la chaîne Shake Shack.

Les frites au fromage, en anglais cheese fries (aussi appelées cheesy fries, Philly fries ou pizza fries) sont un plat classique de la restauration rapide aux États-Unis, composé de pommes de terre frites partiellement recouvertes de fromage fondu. Elles figurent à la carte de nombreuses chaînes de restauration rapide, notamment Taco Bell, Arby's, Shake Shack et Wendy's, et sont proposées dans plusieurs autres pays, en grande partie du fait de l'implantation hors des États-Unis de chaînes de restauration rapide.
Les cheese fries auraient été préparées pour la première fois peu après la commercialisation aux États-Unis du fromage en conserve (tel que le Cheez Whiz de Kraft Foods) au début des années 1950. Elles sont généralement préparées soit en ajoutant du fromage fondu à un plat de frites, soit en ajoutant du fromage râpé ou émietté à un plat de frites puis en réchauffant ce plat. Le fromage utilisé peut varier mais il s'agit généralement de fromages industriels de type cheddar, mozzarella ou du fromage suisse.
Différents ingrédients permettent des variantes dont les chili cheese fries (frites au fromage auxquelles on a ajouté de la viande hachée et souvent du piment de la variété jalapeño). Le bacon fait également partie des ingrédients couramment ajoutés, ainsi que la salade et la tomate. La poutine québécoise associe frites, fromage (cheddar en grains) et sauce brune. Le kapsalon néerlandais combine kebab, frites, fromage (en général du gouda), aioli et sambal.